# Лермитт, Леон
Леон Огюстен Лермитт (фр. Léon Augustin Lhermitte; 1844—1925) — французский живописец, рисовальщик и гравёр. Представитель французской реалистической живописи, натурализма. Член французской Академии изящных искусств.

## Биография
Л. Лермитт является прадедом актёра Тьерри Лермитта, отцом невропатолога и психиатра Жана Лермитта и дедом невролога Франсуа Лермитта.
Сын учителя, который, заметив его талант, поощрял сына к рисованию. Обучался в специальной художественной школе рисования и математики (ныне Национальная школа декоративного искусства в Париже). Позже, благодаря стипендии от Александра Колонна-Валевского — в Школе изящных искусств в Париже под руководством Горация Лекока де Буабодрана, учившего его рисовать, используя метод запоминания.
Дебютировал в Парижском салоне в 1864 году, в течение долгих лет художественной деятельности неоднократно награждался, в том числе в 1884 году был удостоен Ордена Почётного легиона, а в 1889 году — Гран-при на Всемирной выставке в Париже.

## Творчество
Специализировался на изображении простонародного быта во всей его простоте и правде, без всякой идеализации. Картины Л. Лермитта, выполненные масляными красками, отличаются прекрасным рисунком, свежим колоритом и нередко большой выразительностью, характерностью представленных типов и юмором; из них особенно замечательны: «Новое вино», «Яблочный базар в Ландерно», «Стрижка овец», «Богомольцы», «Расплата с жнецами», «Дедушка». Уделял особое внимание материнству, отношениям матери и ребёнка. Пейзажист.
Сначала Л. Лермитт использовал масляную технику, позже предпочитал пастели, создал ряд офортов.
Превосходны его рисунки, сделанные углём (фюзеном), в том числе «Внутренность кузницы в Мон-Сен-Пере», «Похороны», «Английский нищий», «В церкви», «Жатва». Замечательны также его гравюры, выполненные крепкой водкой и сухой иглой: «Старик-солдат», «Больной», «Приготовление водки высокого качества» и, в особенности, приложенные к сочинению Льевра «Works of art in the Collections of England» (античный кубок, ассирийский барельеф, итальянское ожерелье эпохи Возрождения и др.). Его кисти принадлежит декоративная живопись в здании университета Сорбонны.
Сохранял активность до последних лет своей жизни. Картины Л. Лермитта экспонируются в музеях по всему миру, среди прочих в Париже, Бостоне, Вашингтоне, Чикаго, Монреале и Москве.
В 1950-е годы работы Лермитта повлияли на развитие социалистического реализма в живописи в странах социалистического лагеря.

Картины Л. Лермитта
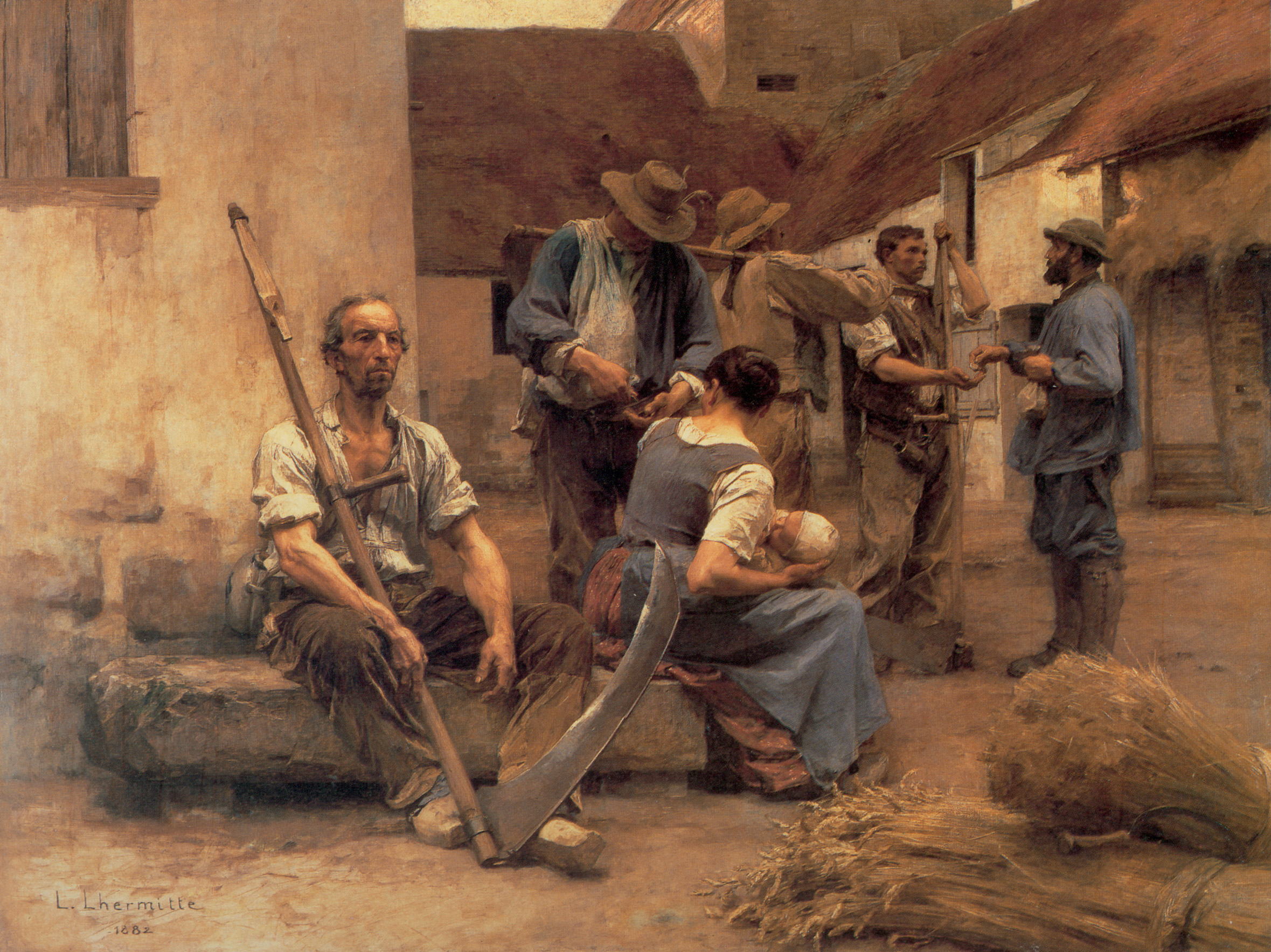
Расчёт за уборку урожая (1882), Париж, Музей Орсе.
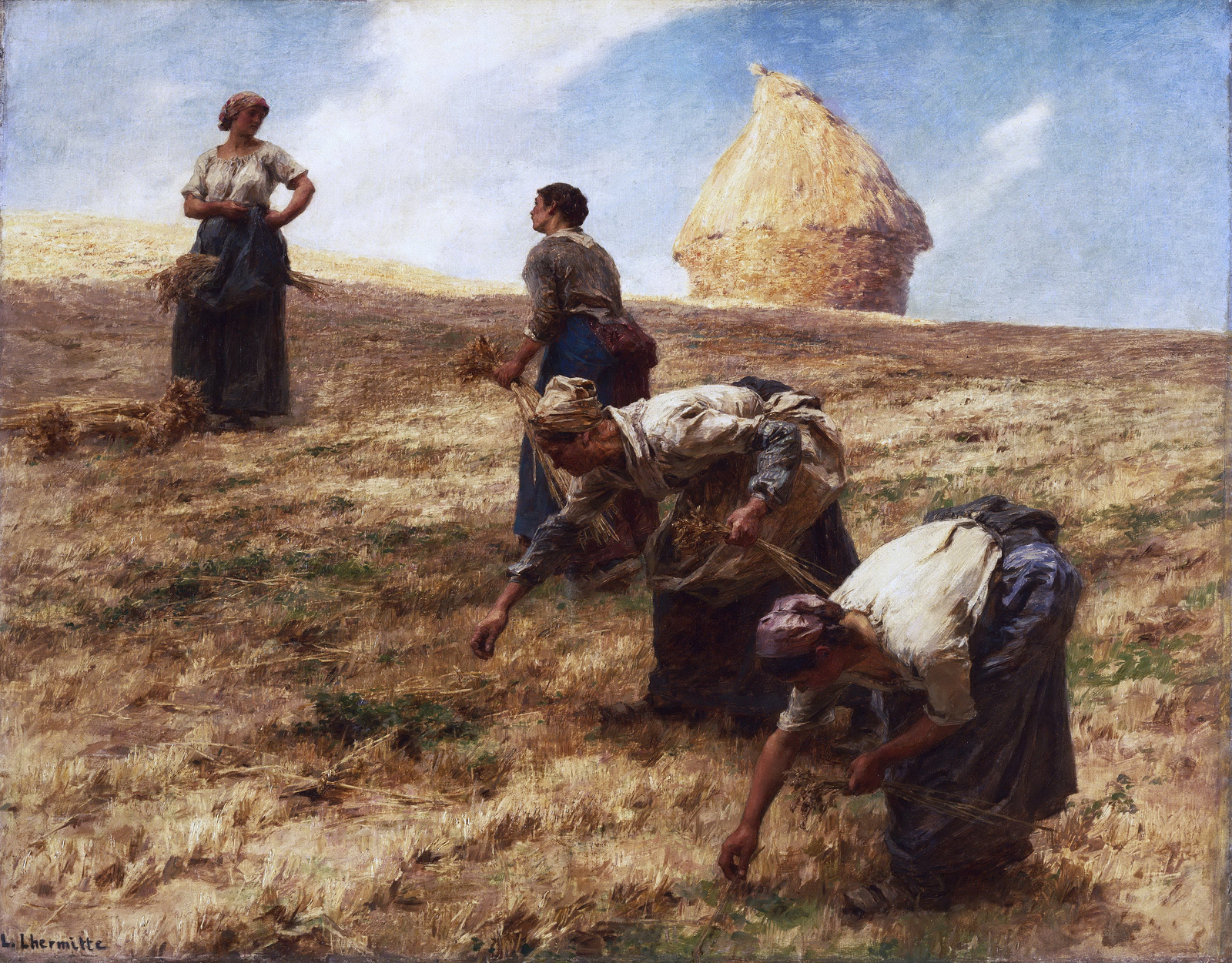
Сбор колосков (1887), Художественный музей Филадельфии.
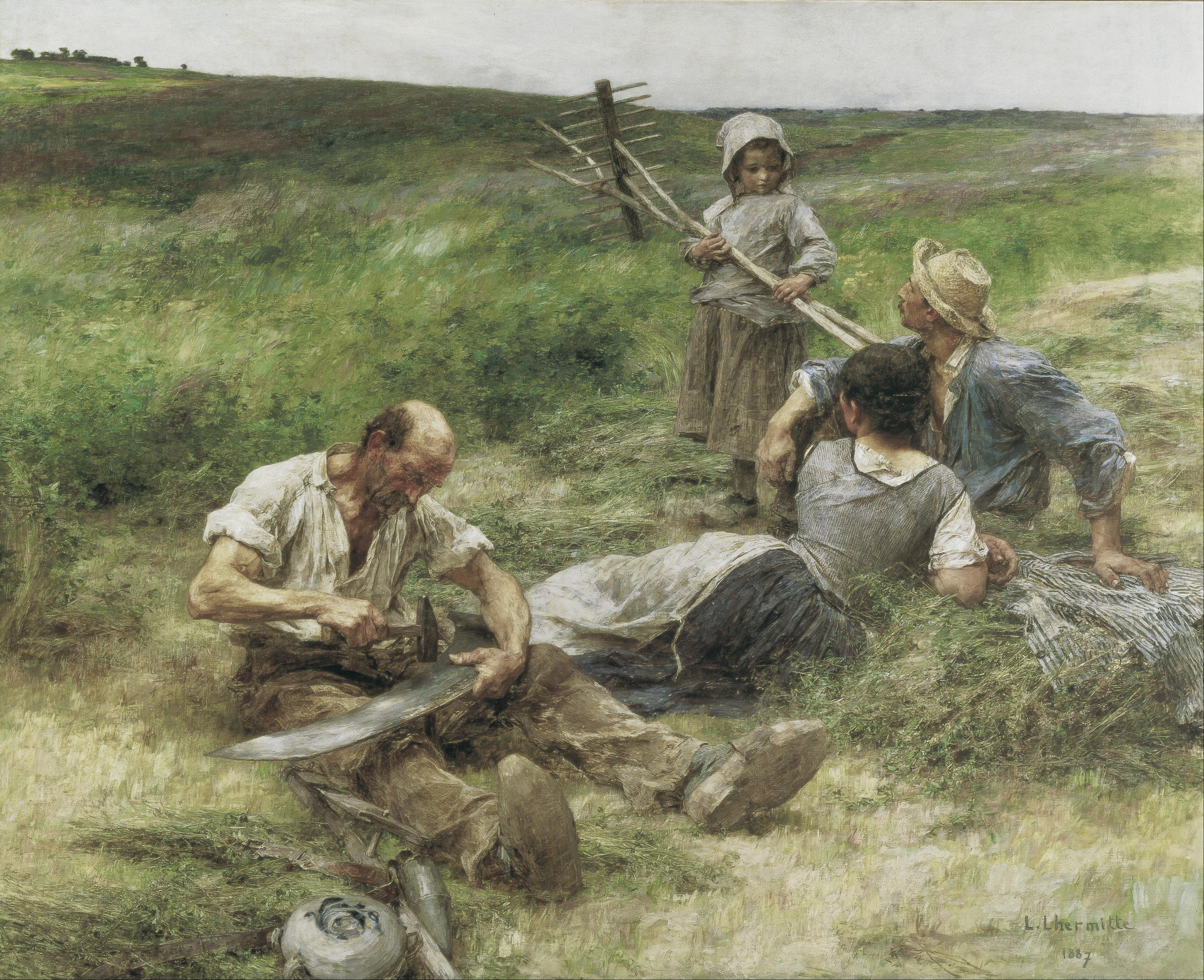
На покосе (1887), Амстердам, Музей Винсента Ван Гога.
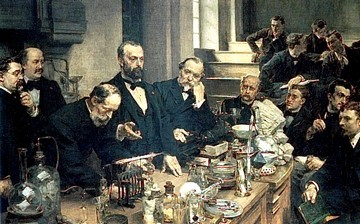
Лекция по химии. Опыт с алюминием (1890), Париж, Сорбонна.
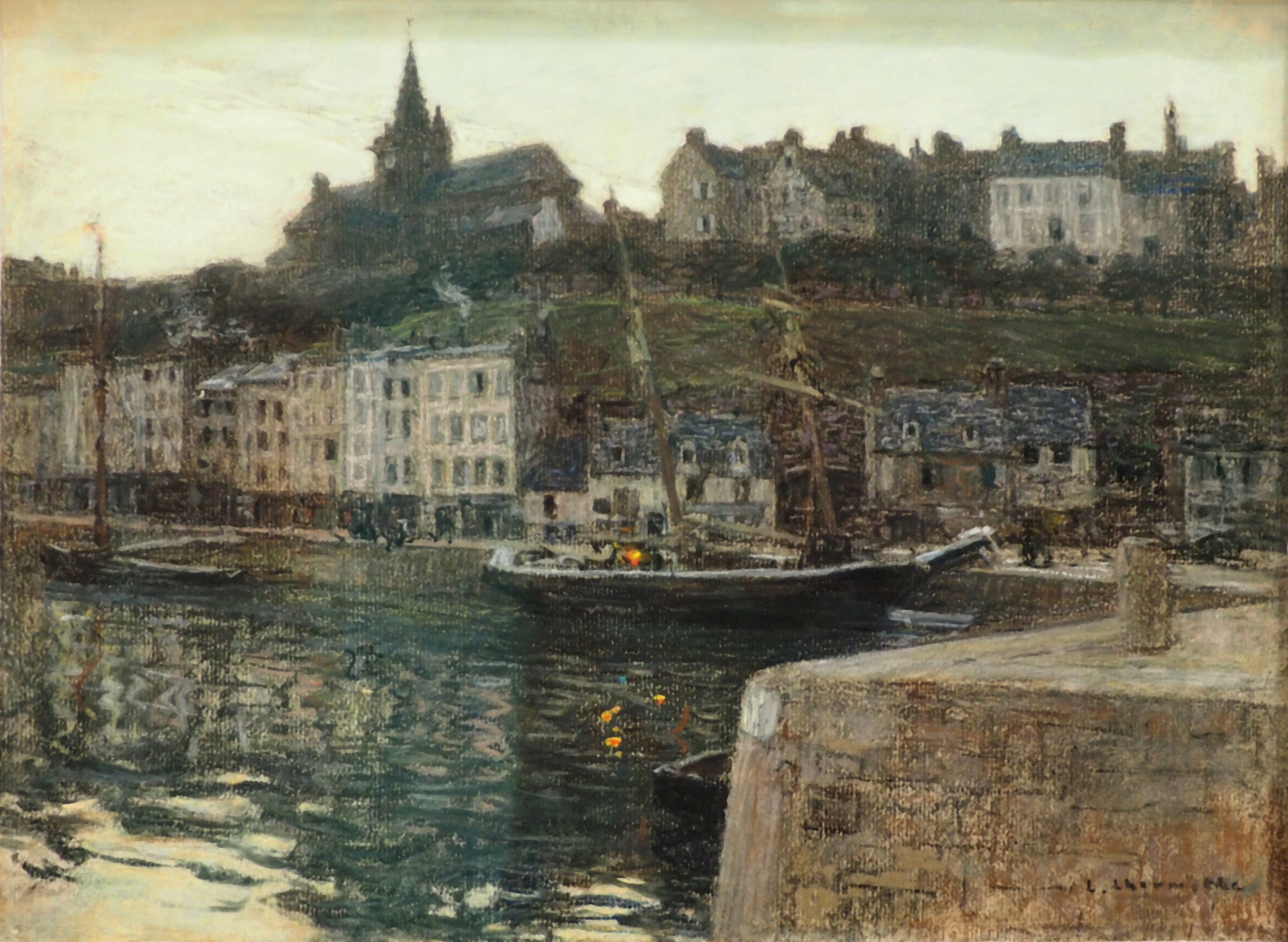
Порт Гранвиль, вечер (1892), Музей Ганновера.
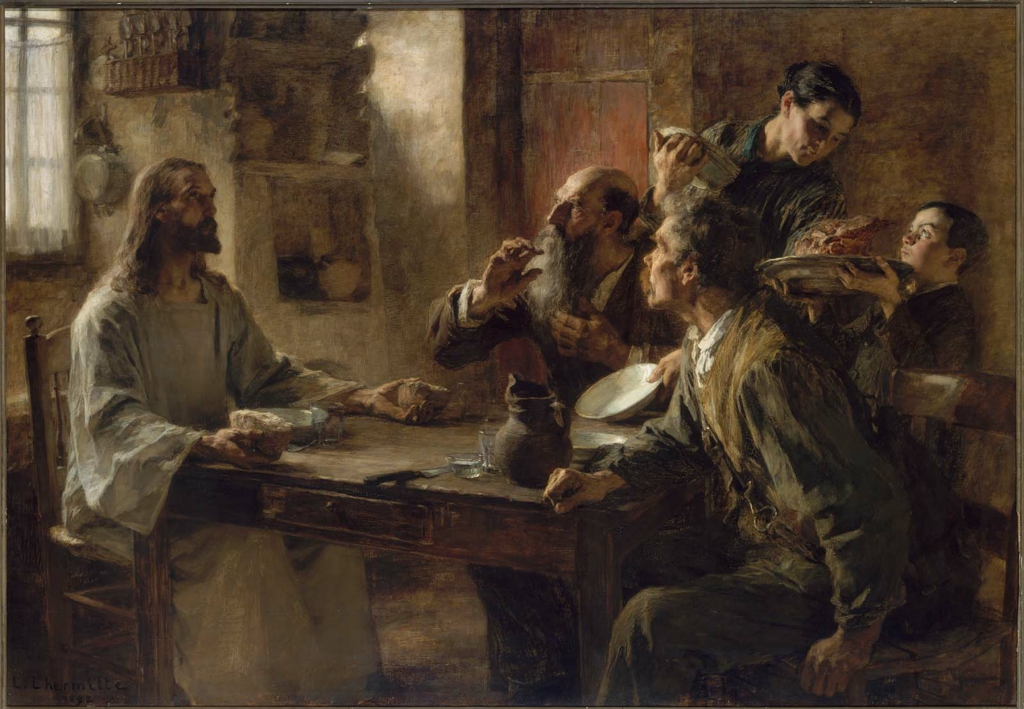
«Друг смиренных» («Ужин в Эммаусе») (1892), Музей изящных искусств (Бостон).
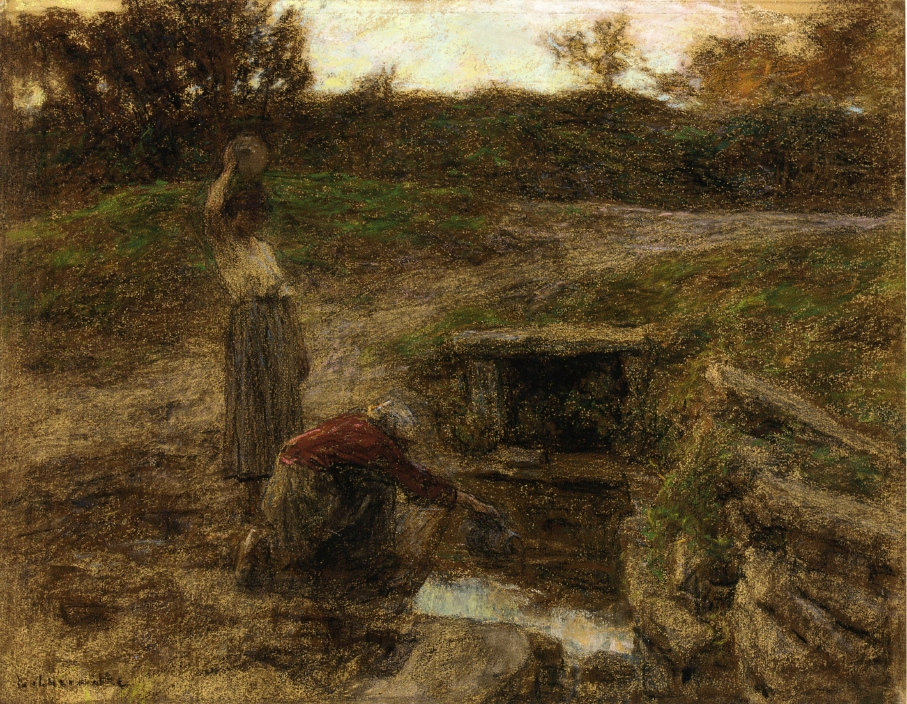
Женщины у источника (1903), Мехико, Соумайя.
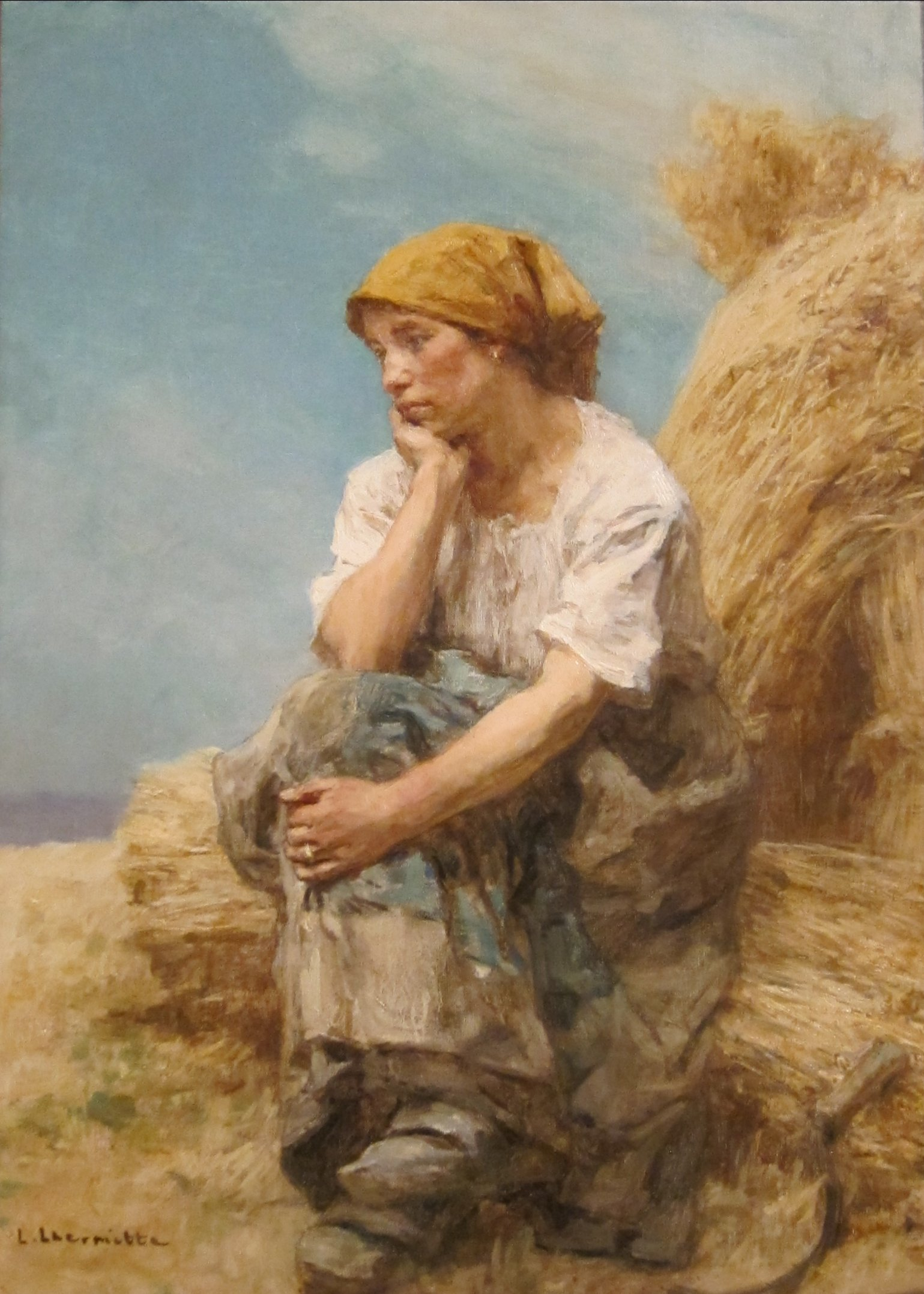
Отдых крестьянки (1903), Художественный музей Цинциннати.
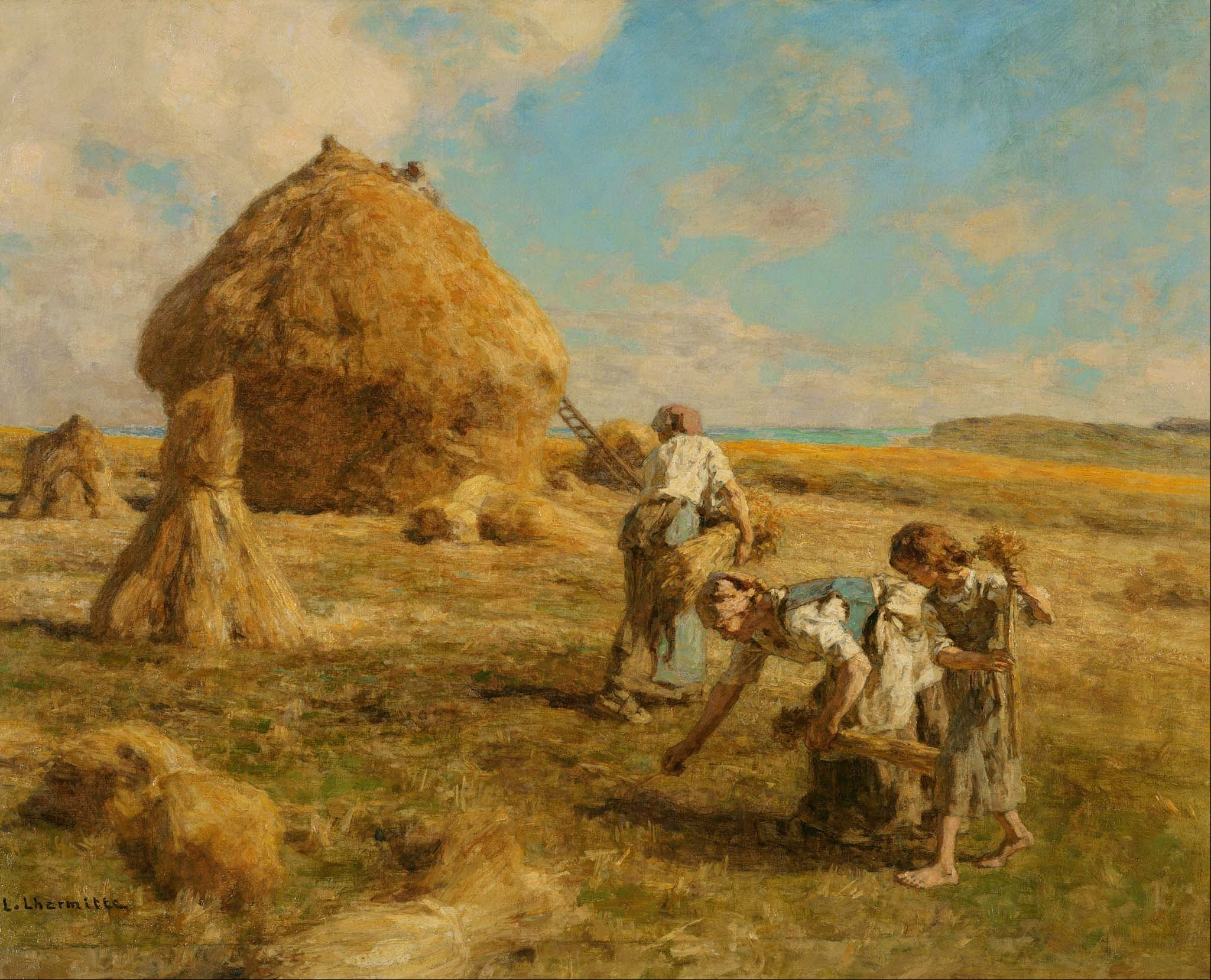
Сбор колосков (1920),  Национальный музей западного искусства (Токио).

## Память
- В родном городе художника в его честь установлен памятник.
- Именем Л. Лермитта названа улица в Париже.